# Aline Terry
Pour les articles homonymes, voir Terry.
Aline Terry est une joueuse de tennis américaine de la fin du XIXe siècle.
En 1893, elle s'est imposée à l'US Women's National Championship, à la fois en simple et en double dames, associée à Harriet Butler.

## Palmarès (partiel)

### Titre en simple dames
| No | Date       | Nom et lieu du tournoi                  | Catégorie | Surface      | Finaliste       | Score    |          |
| -- | ---------- | --------------------------------------- | --------- | ------------ | --------------- | -------- | -------- |
| 1  | 20/06/1893 | US National Championships, Philadelphie | G. Chelem | Gazon (ext.) | Augusta Schultz | 6-1, 6-3 | Parcours |

### Finale en simple dames
| No | Date       | Nom et lieu du tournoi                  | Catégorie | Surface      | Vainqueure    | Score                   |          |
| -- | ---------- | --------------------------------------- | --------- | ------------ | ------------- | ----------------------- | -------- |
| 1  | 12/06/1894 | US National Championships, Philadelphie | G. Chelem | Gazon (ext.) | Helen Hellwig | 7-5, 3-6, 6-0, 3-6, 6-3 | Parcours |

### Titre en double dames
| No | Date       | Nom et lieu du tournoi                 | Catégorie | Surface      | Partenaire     | Finalistes                 | Score    |          |
| -- | ---------- | -------------------------------------- | --------- | ------------ | -------------- | -------------------------- | -------- | -------- |
| 1  | 20/06/1893 | US National Championships Philadelphie | G. Chelem | Gazon (ext.) | Harriet Butler | Augusta Schultz Miss Stone | 6-4, 6-3 | Parcours |

## Parcours en Grand Chelem (partiel)
Si l’expression « Grand Chelem » désigne classiquement les quatre tournois les plus importants de l’histoire du tennis, elle n'est utilisée pour la première fois qu'en 1933, et n'acquiert la plénitude de son sens que peu à peu à partir des années 1950.

### En simple dames
| Année | - | - | - | - | Wimbledon | Wimbledon | US National   | US National     |
| ----- | - | - | - | - | --------- | --------- | ------------- | --------------- |
| 1893  | - | - | - | - | -         | -         | Victoire      | Augusta Schultz |
| 1894  | - | - | - | - | -         | -         | Ch. R. finale | Helen Hellwig   |

À droite du résultat, l’ultime adversaire.

### En double dames
| Année | - | - | - | - | Wimbledon | Wimbledon | US National        | US National           |
| 1893  | - | - | - | - | -         | -         | Victoire H. Butler | A. Schultz Miss Stone |

Sous le résultat, la partenaire ; à droite, l’ultime équipe adverse.

### En double mixte
| Année | - | - | - | - | Wimbledon | Wimbledon | US National         | US National            |
| 1893  | - | - | - | - | -         | -         | 1/2 finale Mr Colby | E. Roosevelt C. Hobart |

Sous le résultat, le partenaire ; à droite, l’ultime équipe adverse.